# Head (przedsiębiorstwo)
Head – amerykańsko-holenderski producent rakiet do tenisa ziemnego oraz sprzętu narciarskiego. Firma została założona w 1950 roku przez Howarda Heada w Stanach Zjednoczonych. Około trzydzieści procent zawodników z pierwszej setki rankingu ATP używa rakiet tej marki w tym tacy gracze jak Novak Djokovic, Andy Murray, Tommy Haas, Richard Gasquet, Gilles Simon czy Marija Szarapowa.